# Suzy Delair
Suzy Delair (Parijs, 31 december 1917 – aldaar, 15 maart 2020) was een Franse actrice en zangeres.
Delair speelde 34 filmrollen. Haar acteerkunst kwam zowel in drama als komedie tot uiting. Op de scène was ze vooral te zien in operettes.

## Afkomst en eerste stappen in de toneel-, film- en variétéwereld
Suzy Delair was van bescheiden afkomst. Haar ouders wensten dat ze vroedvrouw zou worden maar al heel vroeg werd Delair aangetrokken door de wereld van het theater. In een Parijs atelier werd ze eerst opgeleid tot hoedenverkoopster. Daarna begon ze als prille adolescente figurantenrolletjes te spelen in de film en in het theater. Het was echter in de wereld van het variété dat ze haar eerste succes kende. Ze trad op als zangeres in een aantal bekende Parijse zalen zoals Bobino. Haar eerste plaat nam ze op in 1943.

## Jaren veertig: ontmoeting met Henri-Georges Clouzot en doorbraak als filmactrice
In 1947 brak ze door met het liedje Avec son tra-la-la dat ze zong in de film Quai des Orfèvres. Pas tien jaar later maakte Frankrijk kennis met haar filmacteertalent. Scenarist Henri-Georges Clouzot, de man die haar filmcarrière uit de startblokken deed schieten, raakte in de ban van haar zangtalent. In de thriller Le Dernier des six (1941), gebaseerd op een roman van Stanislas-André Steeman, bedacht hij haar met de rol van Mila-Malou, de bij de pinken zijnde vriendin van commissaris Pierre Fresnay. Clouzot en Delair begonnen een zes jaar durende relatie. Wanneer Clouzot interesse kreeg in zelf films regisseren schonk hij haar opnieuw de rol van Mila-Malou in L'assassin habite au 21 (1942), opnieuw naar een roman van Steeman en opnieuw aan de zijde van Fresnay. Delair speelde ook de vrouwelijke hoofdrol als manipulerende cabaretzangeres in de politiefilm Quai des Orfèvres (1947), wellicht haar beste film. Hier vormde ze een filmduo met Louis Jouvet, de beroemde toneelregisseur met wie ze ook de affiche deelde in de vlak daarvoor verschenen komedie Copie conforme (1947). Ook in de komedie Lady Paname (1950), de enige film geregisseerd door scenarist Henri Jeanson, verscheen ze aan Jouvets zijde als een talentrijke zangeres die opgang maakte in het Parijs van de jaren twintig.

## Laatste films
In 1951 vertolkte ze de vrouwelijke hoofdrol als cabaretzangeres naast Laurel en Hardy in de komedie Atoll K (Léo Joannon). Het was het laatste gezamenlijke filmoptreden van het komische duo.
Twee andere vermeldenswaardige films waren het op de roman L'Assommoir van Émile Zola gebaseerd naturalistisch drama Gervaise (1956) waarin ze de verraderlijke en gemene rivale van het hoofdpersonage Gervaise speelde. Luchino Visconti gaf haar een bijrol in het misdaaddrama Rocco e i suoi fratelli (1960).
Na een lange afwezigheid op het filmscherm speelde ze in 1973 haar laatste belangwekkende rol als de jaloerse tandarts-echtgenote van Louis de Funès in de komedie Les Aventures de Rabbi Jacob (Gérard Oury). De film oogstte een overweldigend succes en was de grootste kaskraker in Frankrijk dat jaar. In 1975 kwam er een einde aan haar filmactiviteit.

## Zangeres
Tussendoor nam ze geregeld deel aan operette-uitvoeringen waarvan La Vie parisienne van Jacques Offenbach de bekendste was. Ze bleef eveneens aandacht besteden aan haar zangcarrière. Haar discografie strekt zich over meer dan dertig jaar uit. Ze ontving de Grand Prix du disque voor Suzy Delair chante Offenbach en voor Trois valses, de Weense operette van Oscar Straus.

## Televisie en toneel
Suzy Delair heeft ook een bescheiden televisie- en toneelcarrière gehad.

### Filmografie (selectie van lange speelfilms)
- 1930 - Un caprice de la Pompadour (Willy Wolff en Joë Hamman)
- 1932 - La Dame de chez Maxim's (Alexander Korda)
- 1933 - Le Sexe faible (Robert Siodmak)
- 1934 - L'Or dans la rue (Curtis Bernhardt)
- 1934 - La crise est finie (Robert Siodmak)
- 1934 - Poliche (Abel Gance)
- 1941 - Le Dernier des six (Georges Lacombe)
- 1942 - L'assassin habite au 21 (Henri-Georges Clouzot)
- 1942 - Défense d'aimer (Richard Pottier)
- 1945 - La Vie de bohème (Marcel L'Herbier)
- 1947 - Copie conforme (Jean Dréville)
- 1947 - Quai des Orfèvres (Henri-Georges Clouzot)
- 1948 - Par la fenêtre (Gilles Grangier)
- 1949 - Pattes blanches (Jean Grémillon)
- 1950 - Botta e risposta (Mario Soldati)
- 1950 - Lady Paname (Henri Jeanson)
- 1950 - Souvenirs perdus (Christian-Jaque) (sketchenfilm : episode Une couronne mortuaire fait croire à une jeune femme que son jeune amant est mort)
- 1951 - Atoll K (Léo Joannon)
- 1956 - Gervaise (René Clément)
- 1960 - Les Régates de San Francisco (Claude Autant-Lara)
- 1960 - Rocco e i suoi fratelli (Luchino Visconti)
- 1963 - Du mouron pour les petits oiseaux (Marcel Carné)
- 1973 - Les Aventures de Rabbi Jacob (Gérard Oury)

## Liedjes
- "Oh ! La belle nuit !" (liedje uit de film Défense d'aimer)
- Ah ! C'qu'on s'aimait... (tekst van Lucien Boyer en muziek van Paul Marinier)
- Avec son tra-la-la (liedje uit de film Quai des Orfèvres, tekst van André Hornez en muziek van Francis Lopez)
- Danse avec moi (liedje uit de film Quai des Orfèvres, tekst van André Hornez en muziek van Francis Lopez)
- C'est si bon (tekst van André Hornez en muziek van Henri Betti)
- Fascination (tekst van Maurice de Féraudy en muziek van Fermo Marchetti)
- Femmes que vous êtes jolies ! (tekst van Edgard Favart en muziek van Pietro Codini/Julsam)
- Frou-frou (tekst van M. Montreal/Blondeau en muziek van H. Chateau)
- La Baya/Chin', Chin', Chin'... (tekst van Marcel Heurtebise en muziek van Henri Christiné)
- Le temps des cerises (tekst van Jean-Baptiste Clément en muziek van Antoine Renard)
- Oh ! Mon Papa (tekst en muziek van J. Boyer, P. Burkhard, originele titel : Oh mein Papa)
- Y'avait du printemps partout (liedje uit de film Lady Paname)
- Du t'ça (liedje uit de film Lady Paname)
- Tu n'peux pas t'figurer (liedje uit de film Atoll K) (tekst en muziek van Paul Misraki)
- Laissez-nous faire (liedje uit de film Atoll K) (tekst en muziek van Paul Misraki)
- Monsieur Hans (tekst van Eddy Marnay)
- Y'a pas trois moyens (tekst en muziek van Paul Misraki)
- J'suis pas paf (tekst van Mick Micheyl en muziek van Bob Astor/Mick Micheyl).